# Big Noyd
Тайюань Аким Перри (англ. TaJuan Akeem Perry, род. 7 мая 1975 года, Нью-Йорк, Нью-Йорк), более известный под сценическим псевдонимом Big Noyd — американский рэпер из Куинсбриджа, Нью-Йорк. На счету артиста восемь студийных альбомов. Он тесно связан с группой Mobb Deep и присутствует во всех их альбомах, кроме Blood Money.

## Карьера
Дебютом Биг Нойда был его куплет в песне «Stomp 'Em Out» из дебютного альбома группы Mobb Deep 1993 года, Juvenile Hell, но более широкое внимание к себе он привлёк благодаря работе над альбомом Mobb Deep 1995 года, The Infamous. Он появился в песнях «Right Back At You», «Give Up the Goods (Just Step)» и «Party Over». Позже он объяснил, что получил свой первый контракт на 300 тысяч долларов от лейбла Tommy Boy Records благодаря своему куплету в песне «Give Up the Goods (Just Step)».
Дебютный сольный альбом Биг Нойда под названием Episodes of a Hustla, записанный при поддержке группы Mobb Deep, был выпущен в 1996 году на лейбле Tommy Boy Records. Альбом и два сингла из него, «Recognize & Realize» и «Usual Suspects», имели успех в чартах американского журнала Billboard. Но во время выхода альбома Нойд находился в тюрьме. Согласно рэперу Prodigy, альбом был продан «неутешительными 30 тысяч копий». По мнению журналиста Алекса Хендерсона из AllMusic, в альбоме «Нойд использует насильственные, тревожные образы, чтобы создать атмосферу, но в отличие от Ice-T или Ice Cube, он больше заинтересован в том, чтобы показать свои рифмующие навыки, чем сделать общее заявление о жизни в бедных районах города». В 1999 году Big Noyd снялся в фильме Murda Muzik, который был снят в поддержку выхода нового альбома Mobb Deep с одноимённым названием. Big Noyd играет роль рэпера по имени «Fresh», выросшего в суровых условиях жилищного проекта Queensbridge. Фильм был выпущен на DVD спустя пять лет, в 2004 году.
В 2003 году Big Noyd вернулся со своим вторым альбомом Only The Strong. Этот альбом, как и его дебют, имел много гостевых участий от группы Mobb Deep. Альбом имел успех в трёх чартах американского журнала Billboard. Нойд приписывает низкие продажи альбома лейблу Landspeed Records, заявившему о банкротстве в не имеющем отношение к делу судебном процессе, как только альбом был выпущен. В 2005 году Big Noyd выпустил свой третий альбом On the Grind, в котором также много появлений участников группы Mobb Deep. Альбом был выпущен на независимом лейбле Monopolee Records, который помог Нойду выпустить альбом под своим полным контролем, предотвращая проблемы, которые случались с Landspeed Records и Tommy Boy Records. Он основал собственный лейбл Noyd Inc. в 2007 году.
В 2008 году Big Noyd выпустил на независимом лейбле Koch Records свой шестой студийный альбом Illustrious. В отличие от предыдущих работ, группа Mobb Deep не принимала участие в записи альбома. Исполнительным продюсером альбома был Lil' Fame из рэп-группы M.O.P. В 2010 год Big Noyd издал свой очередной альбом без участия Mobb Deep под названием Queens Chronicle, который на сегодняшний день остаётся последним альбомом в его карьере.

## Дискография
| Год  | Альбом                                          | Детали альбома | В чартах                           | В чартах                           | В чартах                           |
| Год  | Альбом                                          | Детали альбома | Top R&B/Hip-Hop Albums (Billboard) | Top Independent Albums (Billboard) | Top Heatseekers Albums (Billboard) |
| ---- | ----------------------------------------------- | --- | ---------------------------------- | ---------------------------------- | ---------------------------------- |
| 1996 | Episodes of a Hustla                            | - Выпущен: 16 сентября 1996 года - Лейбл: Tommy Boy Records - Формат: cassette, LP, CD, digital download - Синглы: «Recognize & Realize (Remix)», «Usual Suspects» | 59                                 | -                                  | -                                  |
| 2003 | Only the Strong                                 | - Выпущен: 23 сентября 2003 года - Лейбл: Landspeed Records - Формат: LP, CD, digital download                                                                     | 45                                 | 27                                 | 36                                 |
| 2005 | On the Grind                                    | - Выпущен: 25 января 2005 года - Лейбл: Monopolee Records - Формат: LP, CD, digital download - Синглы: «Off The Wall», «Come Thru»                                 | -                                  | -                                  | -                                  |
| 2006 | The Stick Up Kid                                | - Выпущен: 22 августа 2006 года - Лейбл: Traffic Entertainment Group - Формат: CD, digital download                                                                | -                                  | -                                  | -                                  |
| 2007 | Big Noyd — Presents: The Co-Defendants Volume 1 | - Выпущен: 24 апреля 2007 года - Лейбл: Traffic Entertainment Group - Формат: CD, digital download                                                                 | -                                  | -                                  | -                                  |
| 2008 | Illustrious                                     | - Выпущен: 22 января 2008 года - Лейбл: Koch Records - Формат: CD, digital download - Синглы: «Things Done Changed»                                                | -                                  | 44                                 | 13                                 |
| 2008 | Street Kings                                    | - Выпущен: 23 сентября 2008 года - Лейбл: Noyd Inc. - Формат: CD, digital download                                                                                 | -                                  | -                                  | -                                  |
| 2010 | Queens Chronicle                                | - Выпущен: 2 февраля 2010 года - Лейбл: Noyd Inc. - Формат: CD, digital download                                                                                   | -                                  | -                                  | -                                  |

### Синглы
| Год  | Сингл                                     | Высшие позиции в чартах журнала Billboard | Высшие позиции в чартах журнала Billboard | Высшие позиции в чартах журнала Billboard | Высшие позиции в чартах журнала Billboard | Высшие позиции в чартах журнала Billboard | Альбом                                      |
| Год  | Сингл                                     | Billboard Hot 100                         | Hot R&B/Hip-Hop Songs                     | Hot R&B/Hip-Hop Singles Sales             | Hot Rap Songs                             | Hot Dance Singles Sales                   | Альбом                                      |
| ---- | ----------------------------------------- | ----------------------------------------- | ----------------------------------------- | ----------------------------------------- | ----------------------------------------- | ----------------------------------------- | ------------------------------------------- |
| 1996 | «Recognize & Realize» (feat. Mobb Deep)   | —                                         | 88                                        | —                                         | 48                                        | 23                                        | Big Noyd — Episodes of a Hustla             |
| 1996 | «Usual Suspects»                          | —                                         | —                                         | —                                         | 35                                        | 31                                        | Big Noyd — Episodes of a Hustla             |
| 2002 | «Burn» (Mobb Deep feat. Vita & Noyd)      | 99                                        | 56                                        | 22                                        | 14                                        | —                                         | Mobb Deep — Infamy                          |
| 2003 | «Double Shots» (Mobb Deep feat. Big Noyd) | —                                         | 81                                        | 42                                        | —                                         | —                                         | Mobb Deep — Free Agents — The Murda Mixtape |

## Фильмография

### Художественные фильмы
- 2004 — Murda Muzik (6 апреля 2004 года) в роли «Fresh»

### Документальные фильмы
- 2004 — Mobb Deep: Infamous Allegiance Pt. 1 (27 апреля 2004 года) в роли «Big Noyd»

### Видеоклипы
- 1995 — Mobb Deep: «Give Up The Goods (Just Step)» (feat. Big Noyd)
- 1997 — Mobb Deep: «Hoodlum» (feat. Rakim & Big Noyd)
- 1998 — Bounty Killer: «Deadly Zone» (feat. Mobb Deep & Big Noyd)
- 2002 — Mobb Deep: «The Learning (Burn)» (feat. Big Noyd)
- 2002 — Infamous Mobb: «Queens» (feat. Prodigy & Noyd)
- 2008 — Prodigy of Mobb Deep — «It’s Nothing» (feat. Big Noyd)
- 2008 — Big Noyd: «Things Done Changed»
- 2013 — Big Noyd: «Light Up The Night»
- 2015 — Taiyamo Denku — «LEVITATE» (feat. Big Noyd & MARQUEE)
- 2016 — Big Noyd: «Keep it Gangsta» (feat. Blizz Blazay)

### Сборники видеоклипов
- 2006 — Mobb Deep: Life Of The Infamous… The Videos